# Altopedaliodes perita
Altopedaliodes perita är en fjärilsart som beskrevs av William Chapman Hewitson 1868. Altopedaliodes perita ingår i släktet Altopedaliodes och familjen praktfjärilar. Inga underarter finns listade i Catalogue of Life.

## Bildgalleri

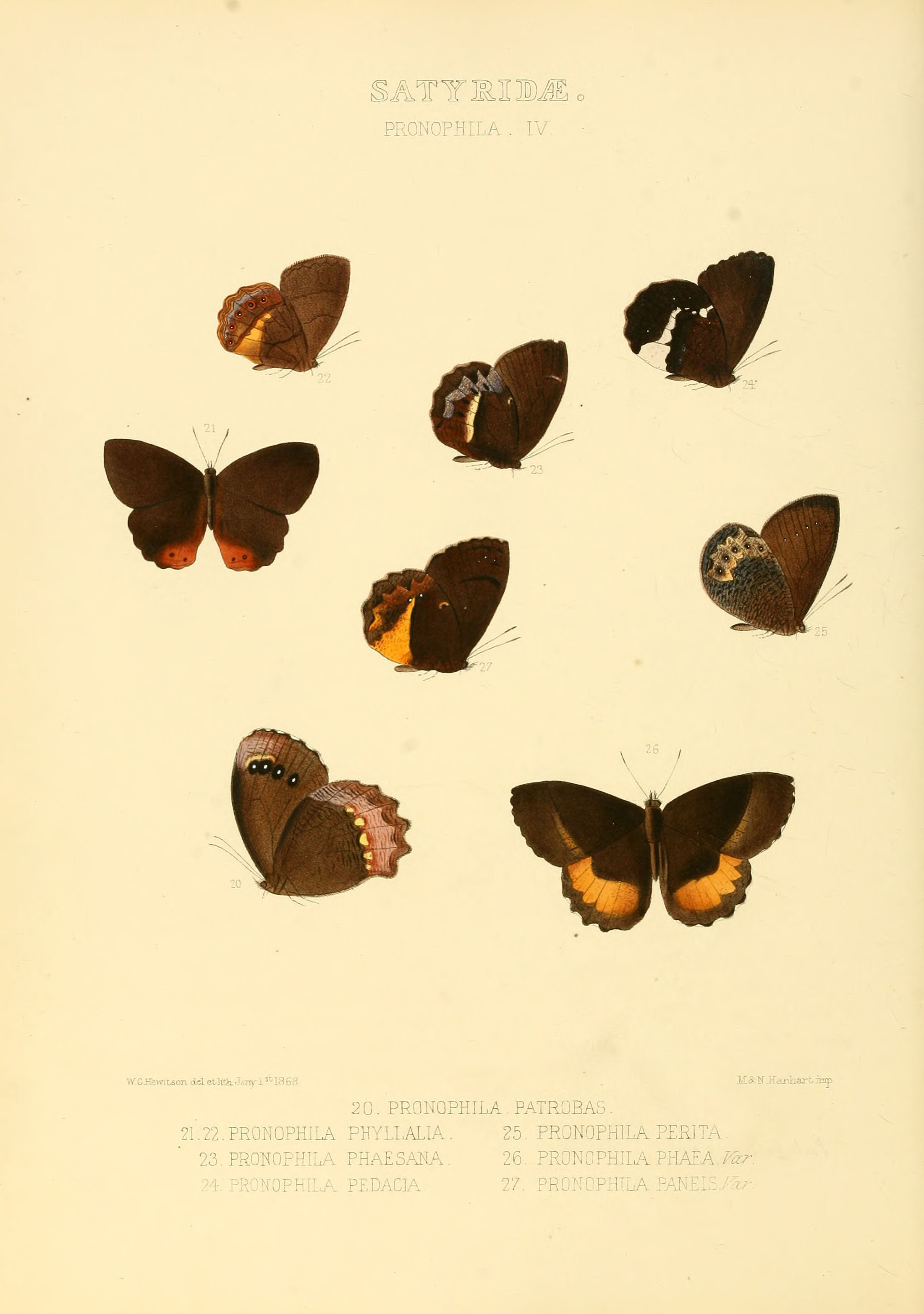